# اتفاقية هور-لافال
 اتفاقية هور-لافال  هي اتفاقية وقعت في ديسمبر 1935 بين وزير الخارجية البريطاني صمويل هور ورئيس الوزراء الفرنسي بيير لافال لإنهاء الحرب الإيطالية الإثيوبية الثانية. شنت إيطاليا الحرب لاحتلال الحبشة وضمها لإمبراطوريتها، في إطار تأسيس إمبراطورية كإمبراطورية الرومان، وأيضًا للانتقام من هزائمها السابقة في المنطقة. عرضت الاتفاقية تقسيم الحبشة إلى مناطق، وبالتالي تحقيق هدف الديكتاتور الإيطالي بنيتو موسوليني المتمثل في جعل الحبشة مستعمرة إيطالية.
بموجب الاتفاقية، فستحصل إيطاليا على أجزاء من أوغادين وتيغري، والسيطرة اقتصاديًا على الجزء الجنوبي من الحبشة، على أن يكون للحبشة ممر مضمون إلى البحر (يدعى «ممر الجمال») إلى ميناء عصب. كان موسوليني على استعداد للموافقة على هذا الاتفاق، لكنه انتظر بعضة أيام لاسترضاء الرأي العام. وفي الوقت نفسه، تم تسريب الخطة من قبل إحدى الصحف الفرنسية في 13 ديسمبر 1935، ونددت بها بوصفها بيع للحبشة، واضطرت الحكومة البريطانية للنأي بنفسها عن الاتفاقي، واستقال كلا من هور ولافال.
في ذلك الوقت، كانت بريطانيا وفرنسا حريصتان على انضمام إيطاليا من جديد إلى جبهة ستريسا لمواجهة طموحات هتلر. إضافة إلى رغبة موسوليني في إنهاء الحرب في الحبشة، وذلك بسبب الأداء الضعيف للجنرال إميليو دي بونو، والمقاومة غير المتوقعة من الأحباش. كان موسوليني قد توقع قبول فرنسا وبريطانيا لعدوانه على الحبشة، في مقابل الدعم الإيطالية لبريطانيا وفرنسا ضد محاولة ألمانيا ضم النمسا عام 1934، حيث وجّه موسوليني عدة فرق عسكرية شمال شرق إيطاليا، بالقرب من الحدود النمساوية للتهديد بالتدخل بالقوة في حالة أي عدوان ألماني على النمسا.
اختلف المؤرخون حول أهمية الاتفاقية، حيث يرى البعض أنها الحدث الذي "قتل عصبة الأمم" وأن الاتفاقية "كانت خطة متوافقة تماما مع أعمال حلول عصبة الأمم السابقة من كورفو إلى منشوريا" والتي "أنهت الحرب؛ وأرضت إيطاليا". بينما يرى المؤرخ العسكري كوريللي بارنيت، أنه لم يكن بيد بريطانيا أن تنفّر إيطاليا، وإلا ستكون عدو محتمل لإمبراطوريتها في الوقت الذي كانت فيه مهددة بالفعل من قبل ألمانيا النازية واليابان، حيث إذا تحالفت إيطاليا مع ألمانيا أو اليابان أو كليهما، فستكون بريطانيا مضطرة للتخلي عن منطقة البحر المتوسط للمرة الأولى منذ عام 1798". لذا كان من الخطر استفزاز إيطاليا، في الوقت الذي دبّ الضعف في الجيش والبحرية البريطانية، لذلك كانت الاتفاقية خيارًا معقولاً لبريطانيا.